# Future Husband
"Future Husband" é o 14.° episódio da quarta temporada da série de televisão de comédia de situação norte-americana 30 Rock, e o 72.° da série em geral. Teve o seu enredo co-escrito pelo argumentista assistente Jon Haller e Tracey Wigfield, e foi realizado pelo produtor Don Scardino. A sua transmissão nos Estados Unidos ocorreu na noite de 11 de Março de 2011 através da National Broadcasting Company (NBC). Os actores convidados para o episódio foram James Rebhorn, Elizabeth Banks e Michael Sheen. O empresário Jack Welch e o jornalista Brian Williams também participaram do episódio desempenhando versões fictícias de si mesmos.
No episódio, a argumentista-chefe Liz Lemon (interpretada por Tina Fey) encontra um contacto misterioso no seu telemóvel, gravado sob o nome de Futuro Marido. Entretanto, o executivo Jack Donaghy (Alec Baldwin) é informado sobre uma empresa de televisão a cabo que está a espalhar boatos acerca de uma possível aquisição da NBC, uma referência à aquisição real da NBC Universal pela empresa de televisão a cabo Comcast que decorria naquele momento. Em outros lugares, Tracy Jordan (Tracy Morgan) encena um one-man show na tentativa de vencer um prémio Tony, como parte da sua busca pelo EGOT.
Em geral, "Future Husband" foi recebido com opiniões mistas pelos críticos especialistas em televisão do horário nobre, que elogiaram bastante o desempenho de Elizabeth Banks e Brian Williams, mas criticaram a trama relacionada com a aquisição da NBC foi criticado por carecer de humor. De acordo com as estatísticas publicadas pelo serviço de registo de audiências Nielsen Ratings, o episódio foi assistido em 5,89 milhões de domicílios norte-americanos durante a sua transmissão original, e foi-lhe atribuída a classificação de 2,9 e oito de share por entre os telespectadores do perfil demográfico dos adultos entre os dezoito aos 49 anos de idade.

## Produção
"Future Husband" é o 14.° episódio da quarta temporada de 30 Rock. O seu guião foi co-escrito por Jon Haller, argumentista assistente da temporada, e Tracey Wigfield, ex-supervisora executiva de enredo da série, marcando assim a única vez que Haller recebeu um crédito no argumento de um episódio de 30 Rock e a segunda vez para Wigfield, assim como a primeira nesta temporada. Para Don Scardino, produtor da temporada que realizou este episódio, foi o seu 27.° crédito como diretor, sendo "Verna" o mais recente. A maior parte de "Future Husband" foi filmada a 17 de Dezembro de 2009 nos Estúdios Silvercup na Cidade de Nova Iorque. Embora os seus nomes tenham sido listados durante a sequência de créditos finais, os actores Scott Adsit, Judah Friedlander, Katrina Bowden e Keith Powell — respectivos intérpretes das personagens Pete Hornberger, Frank Rossitano, Cerie Xerox, James "Toofer" Spurlock — não participaram deste episódio.

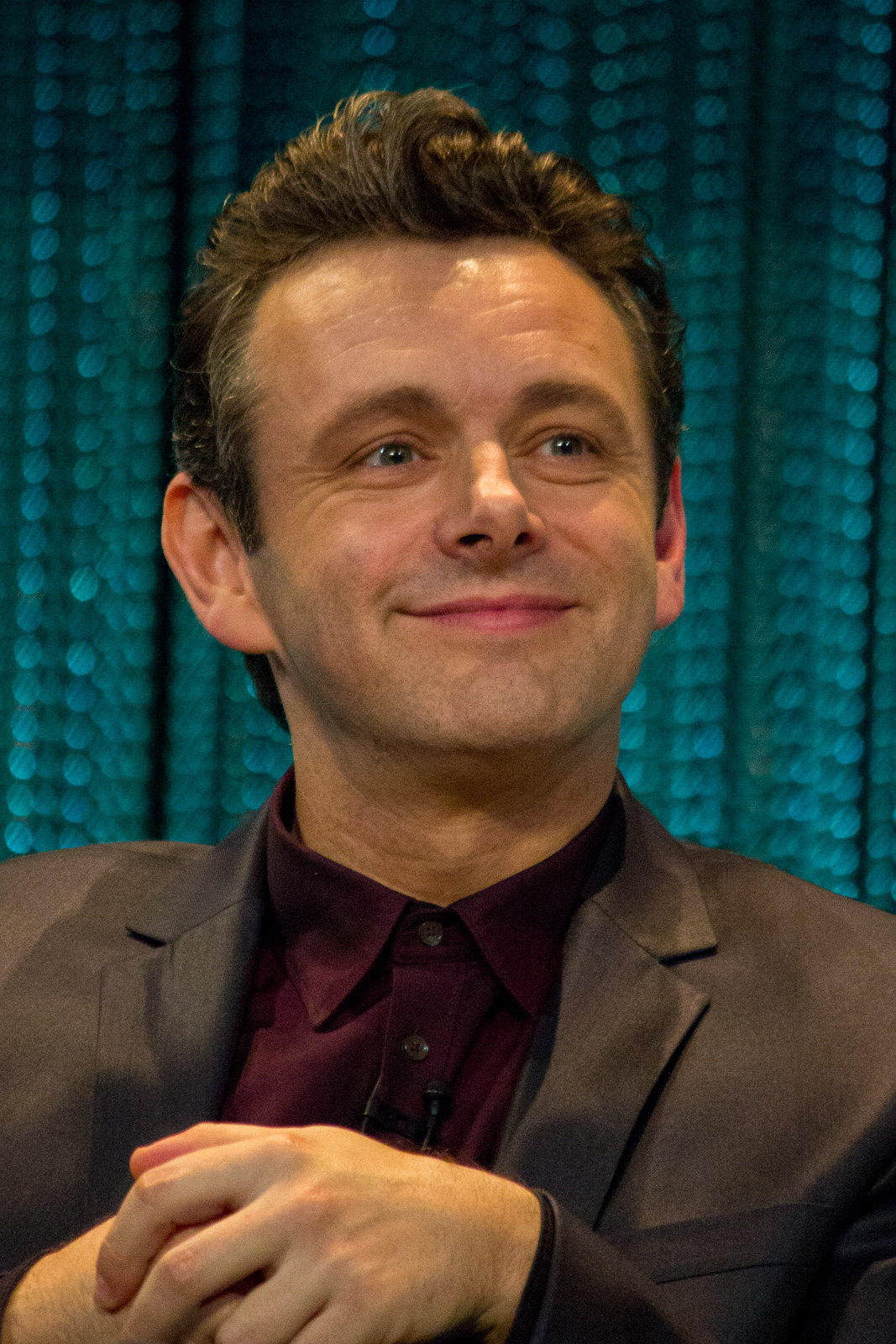
"Future Husband" marcou a estreia de Michael Sheen em 30 Rock.

A participação de Elizabeth Banks em 30 Rock foi primeiramente anunciada em Dezembro de 2009, tendo ela feito a sua estreia como Avery Jessup, apresentadora de um programa do CNBC e interesse amoroso de Jack Donaghy, no episódio anterior a este, "Anna Howard Shaw Day". Em entrevista à revista electrónica Entertainment Weekly, Banks revelou ser tão fã de 30 Rock que abordou a equipa sobre fazer uma participação, expressando: "Eu com certeza deixei bem claro que, tipo, 'Eu adoraria estar no seu seriado!' E eles fizeram isso. Eles fizeram isso acontecer! Eu sou uma grande fã, então isto é um sonho tornado realidade." A actriz revelou ainda que inicialmente não tinha intenção de se tornar numa personagem regular, afirmando que tem sido "muito divertido" fazer filmes e se comprometer com um programa de televisão em tempo integral. Outra participação especial em "Future Husband" foi a estreia do actor galego Michael Sheen, cujo papel de Wesley Snipes, interesse amoroso de Liz Lemon, foi anunciado em Janeiro de 2010. A trama amorosa de Liz e Wesley viria ter contibuidade em mais três episódios da temporada.
Em "Future Husband," Jack é informado por Jack Welch, presidente da General Electric (GE) entre 1981 e 2001, acerca da morte de Don Geiss, diretor executivo fictício da GE interpretado por Rip Torn. Torn não participou da quarta temporada de 30 Rock, sendo "Larry King" a sua participação final na série. Segundo o crítico de televisão Bob Sassone, um dos possíveis motivos da saída abrupta de Torn foi um incidente legal relacionado com álcool ocorrido em Janeiro de 2010 no qual ele estava envolvido. "Future Husband" viu ainda a estreia de James Rebhorn como o Dr. Kaplan, dentista de Liz e Wesley. Rebhorn já havia trabalhado com Fey, criadora e produtora executiva de 30 Rock, no filme Baby Mama (2008). Para o apresentador de televisão Brian Williams, esta foi a sua terceira participação no seriado.
A trama deste episódio que envolve a empresa fictícia Kabletown foi inspirada na aquisição real da NBC Universal pela Comcast em Novembro de 2009. Quando questionada em Janeiro de 2010 pelo portal Reuters se este evento seria ou não mencionado no seriado, Fey afirmou que "a venda da NBC para outra empresa é parte integrante do nosso programa e será difícil para Jack." Em Abril seguinte, depois da transmissão deste episódio, a NBC criou um site para a Kabletown. Segundo Robert Carlock, argumentista e produtor executivo de 30 Rock, a Kabletown é escrita com um "K" pois já existia uma empresa real homófona mas com a inicial "C," então, os argumentistas do seriado procuraram o departamento jurídico da NBC, que quis "enfatizar a diferença e, depois de um tempo, todo mundo gostou do novo som." "Future Husband" marcou ainda a segunda vez que Tracy Jordan fez menção ao seu desejo de alcançar o EGOT, uma trama iniciada mais cedo nesta temporada em "Dealbreakers Talk Show #0001."

## Enredo
Liz Lemon (Tina Fey) encontra um contacto desconhecido gravado como Futuro Marido no seu celular, e realiza que deve ser um homem que conheceu após uma consulta odontológica com o Dr. Kaplan (James Rebhorn). Ela liga para o número fingindo ser a recepcionista jamaicana do Dr. Kaplan e pede-lhe para regressar ao consultório. Na hora marcada, ela vai ao local mas não reconhece ninguém, então liga para o número novamente. Quando o homem atende, ela o vê e desliga. O número de Liz também já estava gravado no celular dele como Futura Esposa. Ele retorna a chamada e eles marcam um encontro, porém, este não corre muito bem pois os dois irritam-se um ao outro. Mais tarde, nos estúdios da NBC, Liz descobre que Wesley (Michael Sheen), seu nome, foi a pessoa que recuperou a carteira de Kenneth Parcell (Jack McBrayer), depois deste a ter atirado de uma janela. Devido a esta coincidência, o casal decide marcar outro encontro num restaurante que Liz odeia mas Wesley adora.
Entretanto, o sonho de Jack Donaghy (Alec Baldwin) de se tornar no diretor executivo da GE chega ao fim quando Avery Jessup (Elizabeth Banks) informa-o que a Kabletown, uma empresa de televisão a cabo sediada em Filadélfia, deseja comprar a NBC. Jack, vice-presidente da televisão da Costa Leste e da Produção de Fornos Microondas da GE, diz-lhe que nenhuma venda está pendente, pois acredita que Don Geiss, atual diretor executivo da GE, não concorda com tal compra. Porém, os rumores persistem e levam Jack ao pânico, com as coisas piorando quando recebe a notícia da morte de Geiss por Jack Welch, ex-presidente da GE, e que a empresa negociou uma aquisição com a Kabletown. Embora as negociações tenham continuado, Welch manteve esta morte um segredo. No dia seguinte, Jack assiste ao programa The Hot Box, apresentado por de Avery, e confirma que a aquisição foi de facto efectuada.
Em outros lugares, Tracy Jordan (Tracy Morgan) encena um one-man show de modo a vencer um Prémio Tony como parte da sua busca pelo EGOT. A sua peça teatral recebe críticas positivas e, consequentemente, ele fica convencido de que vai vencer um Tony, mas Jenna Maroney (Jane Krakowski) avisa-o que para se qualificar ao prémio, ele deve encenar a sua peça por oito vezes, o que não se assenta bem com Tracy, que é incapaz de fazer qualquer coisa por mais de uma vez. Ele pede a ajuda de Jenna, que embora a princípio se recuse, tenta ensiná-lo os princípios da actuação. Porém, isso não leva a nada, fazendo com que os dois discutam e levando-a a dizer que ir-se-ia importar muito pouco se ele lesse a lista telefónica como parte da sua peça, o que ele acaba fazendo no fim do episódio, deixando Jenna muito orgulhosa.